# Anastasi (polític)
Anastasi (en llatí Anastasius, en grec Ἀναστάσιος) fou un polític i jurista grecoromà esmentat a la Basilica (vegeu llei Anastasiana) i que hauria fet uns comentaris sobre la Digesta.
Generalment se'l fa contemporani a Justinià I, però les proves no són concloents. Fabricius esmenta un Anastasi que fou cònsol el 517 que podria ser aquest personatge. Procopi diu que havia avortat un intent d'usurpació de la corona imperial a la seva ciutat natal Dara, i havia adquirit gran reputació per la seva intel·ligència.
Fou enviat com ambaixador al rei persa Còsroes I (540) que el va fer detenir però finalment el va alliberar i el va retornar a l'Imperi Romà d'Orient després de la destrucció de la ciutat de Sura.